# Boboluszki

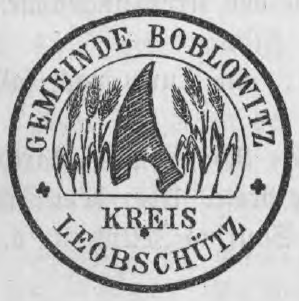

Boboluszki (česky Bobolusky, německy Boblowitz a v letech 1936–1945 německy Hedwigsgrund) je ves v jižním Polsku, v Opolském vojvodství, v powiatu głubczyckém, ve gmině Branice, v Opavské pahorkatině na řece Opavě. Z Bobolusk pocházela stejnojmenná vladycká rodina Boboluští z Bobolusk.

## Počet obyvatel
V sołectwu Boboluszki žije 359 obyvatel (k dubnu 2011).

## Příroda
Mezi vesnicemi Boboluszki a Branice je Plechowa Góra (328 m n. m.; německy Plechowa Berg nebo od 30. let Blechberg), nejvyšší hora Opavské pahorkatiny (polsky Płaskowyż Głubczycki), na které dříve stávala triangulační věž.

## Doprava
Ve vsi se nachází silniční hraniční přechod Boboluszki – Skrochovice do české obce Brumovice.

## Významní rodáci
- Anton Raida (1856–?) – malíř a restaurátor, otec Friedricha Karla Raidy (1888–1981) a Julia Jana Raidy (1896–1945)